# Somosierra (Madrid)
Somosierra es un municipio y localidad española del norte de la Comunidad de Madrid. Cuenta con una población de 95 habitantes (INE 2024).

## Geografía
Situado a 83 kilómetros al norte de Madrid por la A-1 y a 90 kilómetros de la Puerta del Sol. Se encuentra ubicado en el puerto de montaña homónimo (siendo este el único caso en el que ambas laderas de la sierra pertenecen a un mismo municipio), es el último pueblo de la comunidad de Madrid por el norte, a una altitud de 1433 m s. n. m. Es por tanto la localidad de mayor altitud de la Comunidad de Madrid y la más septentrional de la comunidad autónoma.
Su vida se ha desarrollado principalmente gracias al comercio y los servicios que han ofrecido a los viajeros que cruzaban este paso de montaña. Somosierra pertenece a la Sierra Norte de Madrid, y como en la mayoría de las localidades de la zona, se ha desarrollado el turismo rural como alternativa de vida para sus habitantes. En su entorno se encuentran el bosque de la Dehesa Bonita y la cascada de los Litueros.

## Historia

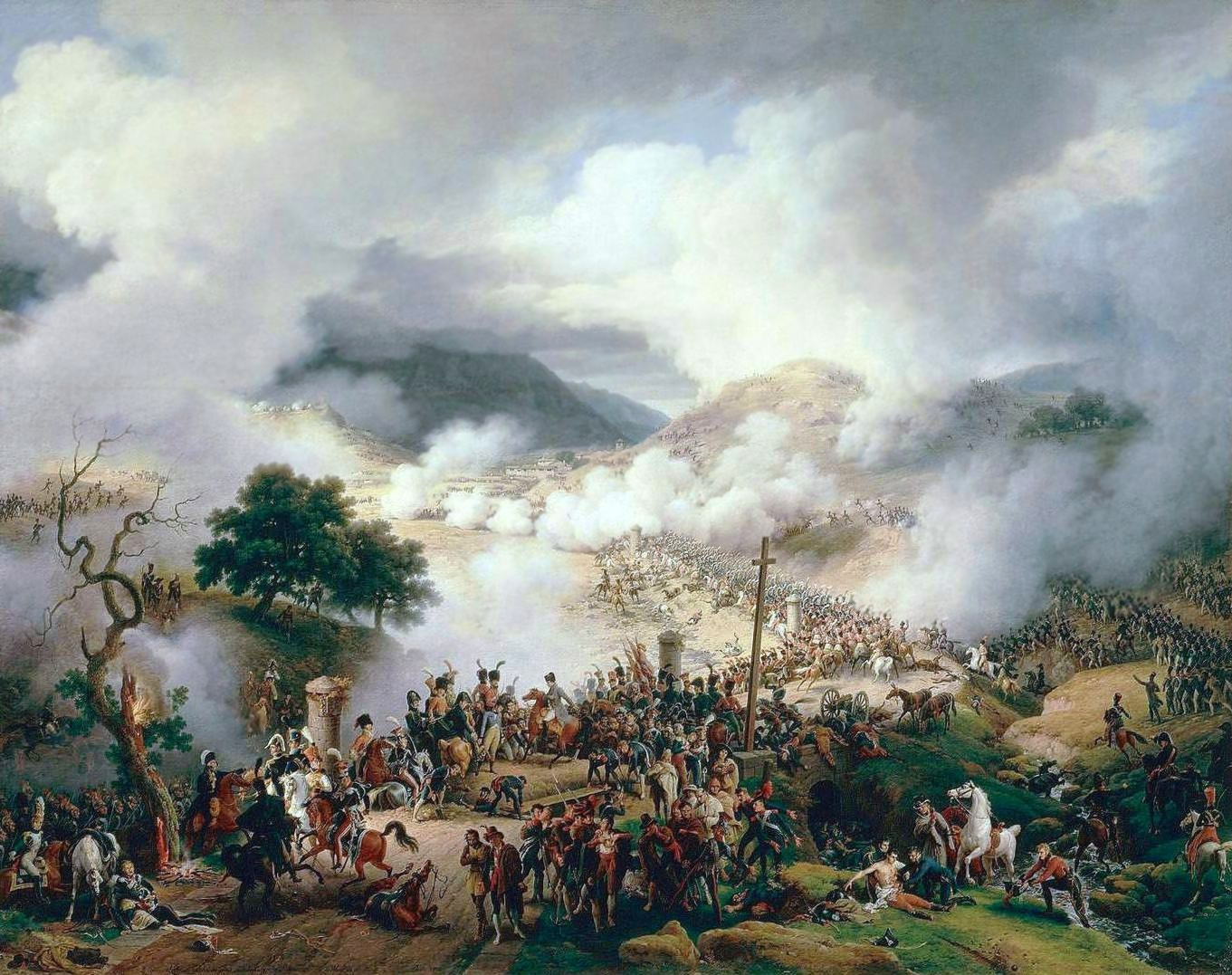
Batalla de Somosierra (1808)

La estratégica situación de Somosierra ha sido siempre paso obligado entre las dos Castillas. De esta posición nace el comercio entre los dos lados del puerto, y de ahí la urbanización de la zona.
El territorio es repoblado o fundado en tiempos de la ocupación cristiana de Buitrago durante la reconquista por la Comunidad de Villa y Tierra de Sepúlveda, quedando encuadrado el pueblo dentro del Ochavo de Sierra. Este lugar fue cobrando importancia a lo largo de la Edad Media, y el 3 de enero de 1305, la mencionada comunidad, otorga privilegio para la repoblación de estas tierras, eximiéndoles del pago de todo tipo de impuestos.
La batalla de Somosierra de 1808 fue un importante enfrentamiento que tuvo lugar en el pueblo, entre las tropas españolas y las fuerzas francesas del Grande Armée de Napoleón durante la Guerra de la Independencia Española. 
El municipio perteneció a la comunidad sepulvedana en la provincia de Segovia hasta la división provincial de 1833.
Hoy en día acerca la meseta norte a la Comunidad de Madrid. La gran ruta hacia el norte desde la capital e importante nudo de comunicaciones terrestres y ferroviarias, como la Autopista A-1 y la antigua N-I.

## Demografía
Cuenta con una población de 95 habitantes (INE 2024).

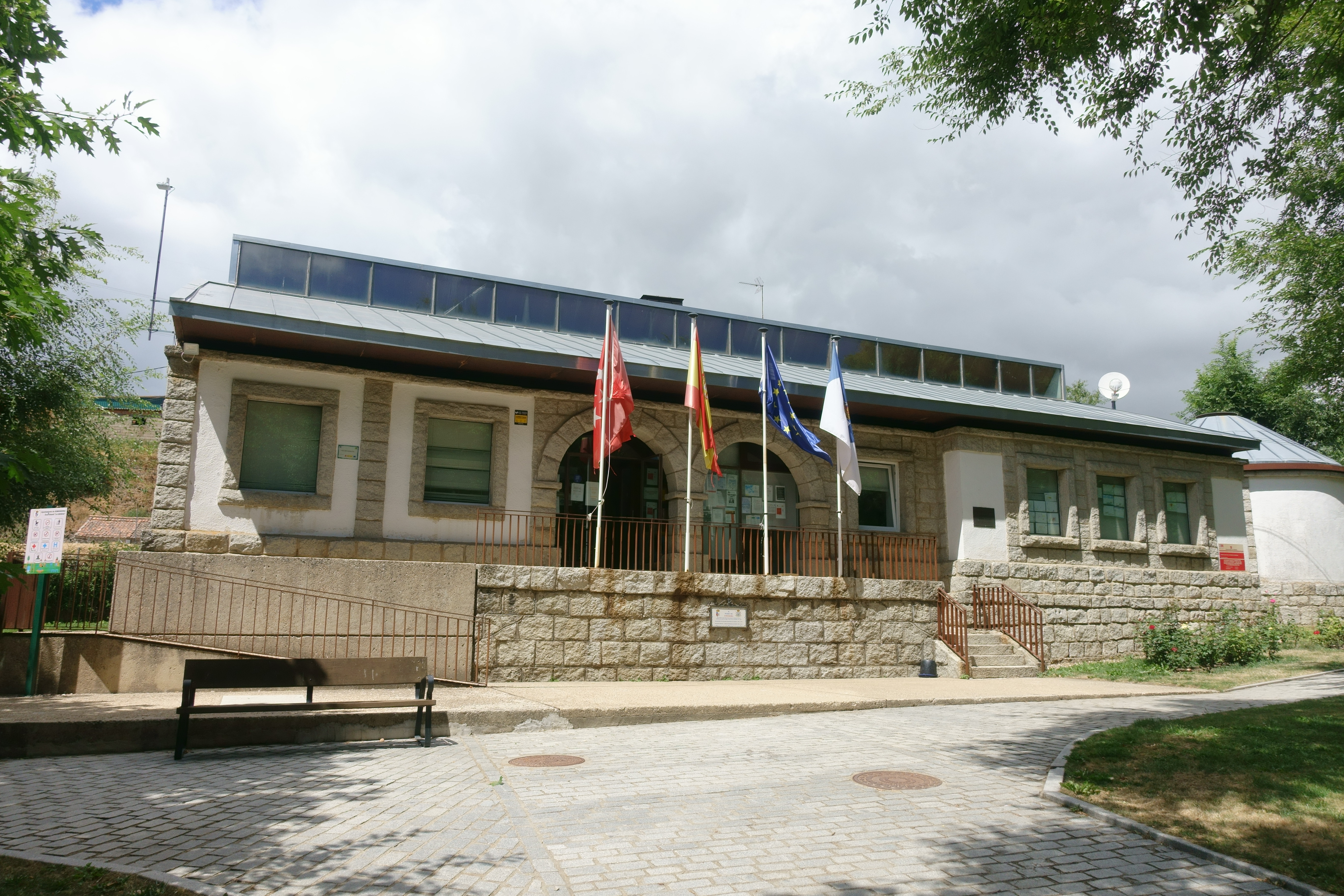
Casa consistorial

| Gráfica de evolución demográfica de Somosierra entre 1842 y 2021                                                      |
| |
| Población de derecho según los censos de población del INE. Población de hecho según los censos de población del INE. |

## Transporte

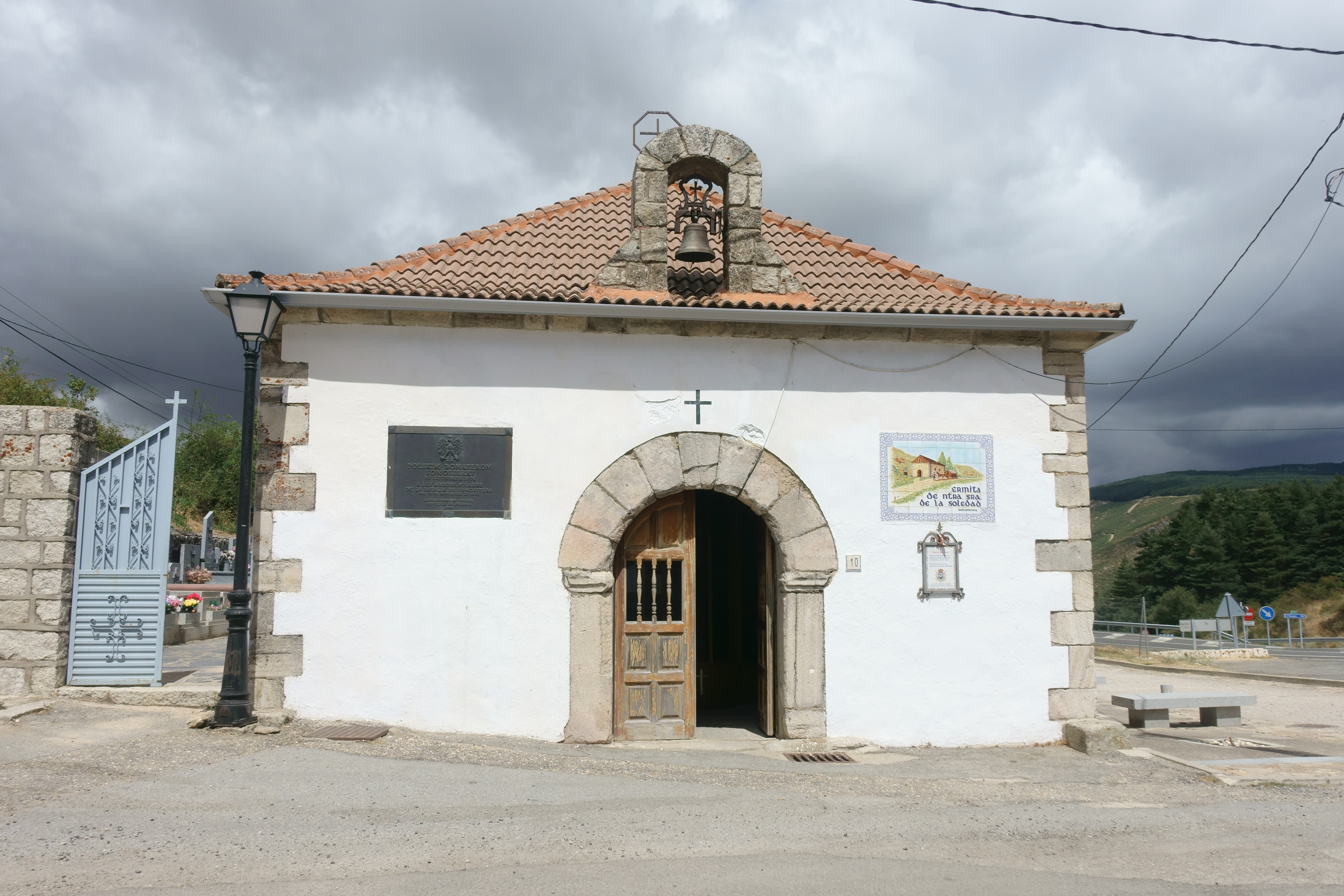
Ermita de Nuestra Señora de la Soledad

### Autobús
| Línea   | Recorrido                                                     |
| ------- | ------------------------------------------------------------- |
| 191     | Madrid (Plaza de Castilla) - Buitrago del Lozoya              |
| 191B    | Buitrago del Lozoya - Somosierra                              |
| VAC-242 | Madrid (Avenida América) - Aranda de Duero / El Burgo de Osma |

La línea 191 solo da servicio a Somosierra en algunas expediciones, y la línea 191B contiene expediciones que no dan servicio a Somosierra. Se recomienda consultar horarios.

### Ferrocarril
Anteriormente, la línea del ferrocarril directo Madrid-Burgos efectuaba su paso por el municipio (llegando a contar con la estación de Robregordo-Somosierra, aunque no prestaba servicio al último municipio). Sin embargo en el 2011, hubo un derrumbamiento en el túnel de Somosierra debido a la falta de mantenimiento, por lo cual Adif decidió cerrar al tráfico la línea, dejando sin servicio al municipio y al vecino Robregordo.